# Mohai
 (novembre 2018).
Mohai est une eau minérale naturelle hongroise. Elle vient de la source Mohai Agnes, qui se trouve dans le village de Moha, comitat de Fejér, au pied du massif du Bakony.

## Histoire
La première mention de la source date de 1374, sous le nom de « Aldokut » (« puits béni »). Elle a depuis pris le nom de source Agnes.
La composition chimique de l'eau de source a été analysée pour la première fois en 1810. Des études complètent ces premières analyses en 1835 (université de Leipzig) puis en 1876 (université de Stuttgart). Ces résultats sont publiés par l'Académie hongroise des sciences en 1880.
Ces études montrent que l'eau de la source Agnes comporte des quantités importantes de carbonate de calcium, magnésium, sodium, potassium, lithium, oxyde de fer, sulfate de calcium, acide orthosilicique et acide titanique. Cette dernière est particulièrement mise en valeur par les différentes études, sa présence dans les eaux minérales étant très rare ; on n'en trouve également que dans certaines eaux provenant de Norvège.
L'eau minérale naturelle de Mohai est employée lors de cures thermales. Ses effets bénéfiques sont associés au traitement des maladies respiratoires et digestives, et sont connus depuis le XIVe siècle. La présence de ces différents minéraux et ions en font une des eaux minérales les plus qualitatives de Hongrie.
L'industrialisation de l'embouteillage de cette eau est le fruit de l'entreprise lancée par Amade Tadde, la famille Bajzáth et Imre Kempelen. La commercialisation de l'eau de Mohai embouteillée commence qu XIXe siècle, et sa distribution se fait à travers toute l'Europe, avec une diffusion croissante jusqu'à la Première Guerre mondiale. On la trouve par exemple sur la table du Colonel Hurt, dans une nouvelle de Dezső Kosztolányi de 1912.
Après la fin de l'ère communiste, la société d'embouteillage, un temps nationalisée, est de nouveau privatisée. L'exploitation de la source est la propriété de la société Elore Mezogazdasagi Termelo es Szolgaltato Szovetkezet. En 1999, la Karsai Holding Plc. obtient la majorité des parts de cette société ; puis en août 2000, Karsai fonde la Mohai Agnes Ltd. En 2005 Mohai Agnes est vendue à Uniresal[Information douteuse] Food Ltd, et les bouteilles de Mohai arrivent dans les rayons des magasins CBA. Toutefois, après de gros investissements, la société est mise en liquidation en 2008.

## Propriétés et composition analytique
Propriétés physico-chimiques (analyse de 1993) :
| Élément      | Formule | Teneur (mg/l) |
| ------------ | ------- | ------------- |
| Bicarbonates | HCO3−   | 1 452         |
| Calcium      | Ca2+    | 339           |
| Magnésium    | Mg2+    | 67            |
| Nitrates     | NO3−    | 0             |
| Potassium    | K+      | 11,4          |
| Sodium       | Na+     | 21            |